# Précilhon
Précilhon – miejscowość i gmina we Francji, w regionie Nowa Akwitania, w departamencie Pireneje Atlantyckie.
Według danych na rok 1990 gminę zamieszkiwało 320 osób, a gęstość zaludnienia wynosiła 50 osób/km² (wśród 2290 gmin Akwitanii Précilhon plasuje się na 860. miejscu pod względem liczby ludności, natomiast pod względem powierzchni na miejscu 1328.).